# Campos de refugiados de la provincia de Tinduf
Los campos de refugiados de la provincia de Tinduf son cinco poblaciones situadas en la provincia de Tinduf, en Argelia. 
Los nombres de estas poblaciones son El Aaiún, Auserd, Esmara, Bojador y Dajla. Junto a Rabuni fueron fundadas por Frente Polisario a raíz del conflicto del Sahara Occidental y sus habitantes son saharauis de la RASD.

## Organización territorial
Las poblaciones de campos de refugiados se encuentran en los alrededores de Tinduf y Rabuni. Dajla se encuentra a una distancia considerable al sur, próxima al aeródromo de Gara Djebilet.
Debido a la intención inicial de replicar la organización territorial de los campos con la del Sahara Occidental, cada población se denomina wilaya. Cada población se estructura en barriadas llamadas dahiras. La RASD y el Frente Polisario tienen sus bases en estos campamentos. También se encuentran las dependencias del Alto Comisionado de las Naciones Unidas para los Refugiados (ACNUR) y de algunas ONG. 
Su capital administrativa es Rabouni, fundada en 1976. Alberga el parlamento, presidencia, ministerios, y la Administración RASD. Tras la fundación de Rabuni, las poblaciones más antiguas son El Aaiún y Esmara. La escuela de mujeres 27 de Febrero fue el origen de Bojador.

## Demografía
Su población es de varias decenas de miles de habitantes, pero la cifra exacta varía en función de la fuente. Desde 1977 Argelia ha obstaculizado la elaboración del censo de población en repetidas ocasiones solicitado por ACNUR. El censo de ACNUR de 2018 señaló una población de 173 600 habitantes, distribuidos de la siguiente maneraː 50 700 Esmara (29 %), 50 500 El Aaiún (29 %), 36 400 Auserd (21 %), 19 500 Dajla (11 %), 16 500 Bojador (10 %).
El origen de la población de mayor edad es español, de época del Sáhara español. Debido a la antigüedad de más de treinta años de las poblaciones de campos de refugiados, los habitantes más jóvenes nunca han estado el Sáhara Occidental. Aunque los habitantes no gozan de libertad de movimiento, ante las condiciones de vida en la actualidad se produce la emigración, preferentemente a España.

## Economía

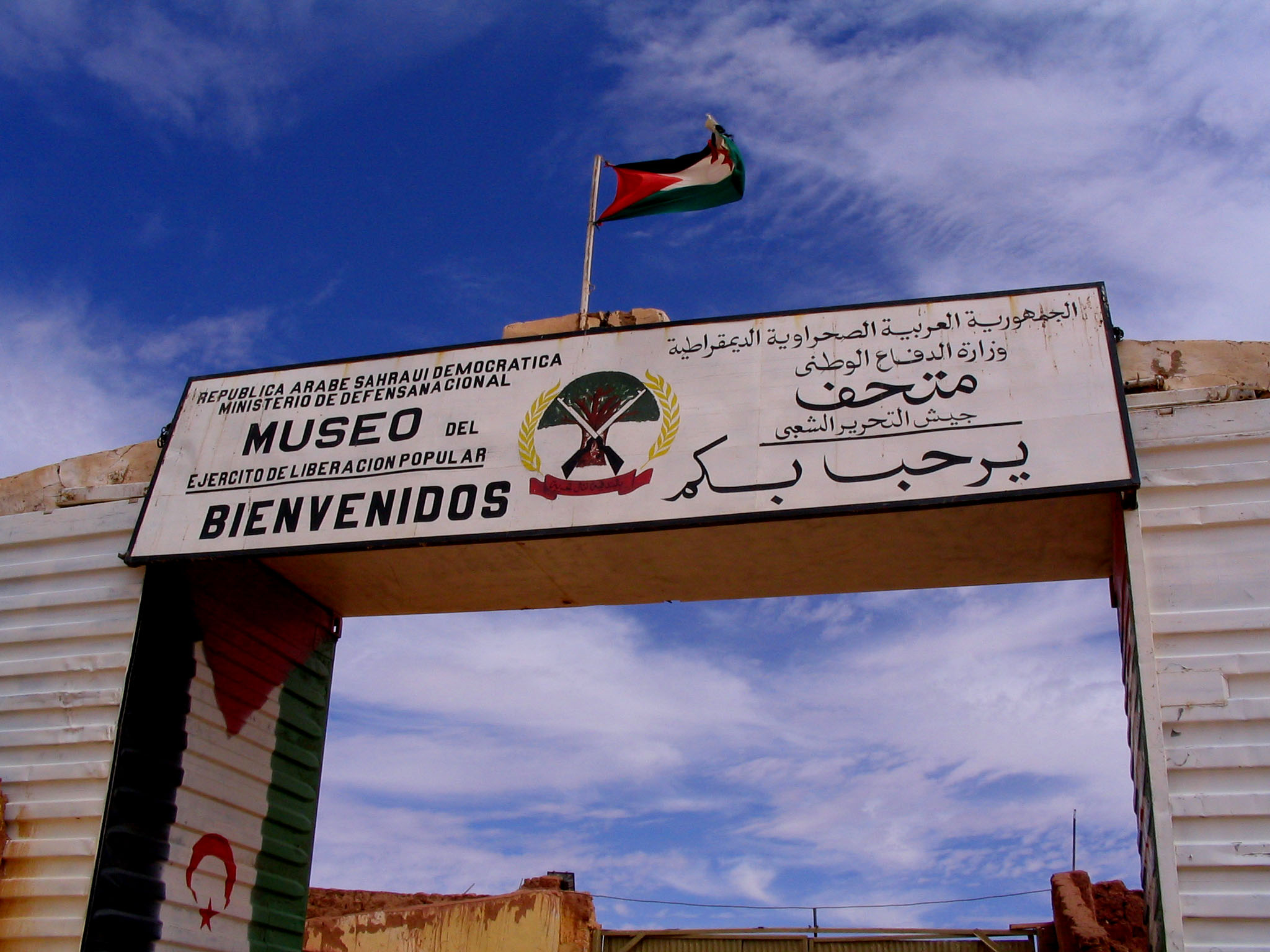
Museo del Ejército de Liberación Popular, en Rabuni, sede del gobierno de la RASD.

Las viviendas se construyen generalmente en adobe junto a haimas y sin agua corriente. La principal fuente de riqueza es la ayuda internacional, que ha ido decreciendo con los años. Los habitantes de los campos no tienen libertad para emigrar o buscar empleo fuera de los campos y son empleados política y económicamente como reclamos para la ayuda internacional. En 2015 la Oficina Europea de Lucha contra el Fraude estimó en 105 millones de euros el importe sustraído por Polisario de las ayudas internacionales para, entre otros destinos, la adquisición de armas. El Acnur y el Programa Mundial de Alimentos estiman que dos tercios de las mujeres sufren de anemia, y un tercio de los niños sufre de desnutrición crónica.

## Prisioneros de guerra marroquíes
Campos de Refugiados ha servido como prisión militar de la que, hasta el 19 de agosto de 2005, han sido liberados 500 prisioneros de guerra marroquíes. Su liberación fue parte de las gestiones diplomáticas emprendidas por EEUU para la resolución del conflicto del Sahara Occidental. En 2003 había más de mil presos de guerra, no solamente militares sino también algunos civiles marroquíes. Entre los militares se encontraban prisioneros de guerra de más de 25 años de antigüedad, para los que no se observaba la Convención de Ginebra.

## Hermanamientos
Pese a que España no reconoce a la República Árabe Saharaui Democrática, según Frente Polisario, en 2001 había más de 250 municipios españoles hermanados con poblaciones de Tinduf. En 1988 el Tribunal Supremo anuló el hermanamiento de Santa Lucía una de estas poblaciones, al igual que sucedió en 2001 con la anulación de hermanamientos de municipios de la Comunidad de Madrid.

### Vilayato de El Aaiún
Es uno de los cinco en los que se organizan los campos. Recibe el nombre de El Aaiún. Este vilayato está hermanado con las siguientes poblaciones:
- Argel (Argelia) (2001)[14][Nota 1]
- Avilés (España) [15][Nota 1]
- Caracas (Venezuela) (12 de agosto de 2005)[Nota 1]
- Lorca (España) [16][Nota 1]
- Málaga (España) [17]
- Almería (España) [18]
- Montevideo (Uruguay) (13 de diciembre de 2009)[19]

#### Daira de Edchera
Está hermanada con la siguiente localidad
- Baza, España

#### Daira de Bucraa
Hermanada con las siguientes localidades:
- Castro Urdiales, España
- Llodio, España

#### Daira de Güelta
Está hermanada con la siguiente localidad
- Talavera de la Reina, España

### Vilayato de Auserd

#### Daira de Zug
Se encuentra hermanada con las siguientes localidades:
- Maracena, España[20]
- Medina del Campo, España[21] (2008)
- Torrelavega, España[22] (2008)
- Valdemoro, España (2007)
- Zumaya, España[23]

#### Daira de Agüenit
Está hermanada con las siguientes localidadesː
- Tres Cantos, España
- Vitoria, España

#### Daira de Miyec
- Coslada, España

#### Daira de La Güera
A causa de la condición de La Güera como una de las principales poblaciones del antiguo Sáhara Español, en la actualidad una de las dairas del vilayato de Auserd (uno de los cuatro en los que se organizan los campos de refugiados saharauis de Tinduf administrados por la RASD) lleva también el nombre de La Güera. Allí, la población es de 3726 habitantes, según el censo de 2004.
Esta daira homónima de los campamentos de Tinduf está hermanada con distintas ciudades españolas e italianas.
- Almansa, España
- Crevillente, España
- Górliz, España[25]
- Guadix, España
- Leganés, España[26]
- Monteriggioni, Italia
- Piteglio, Italia

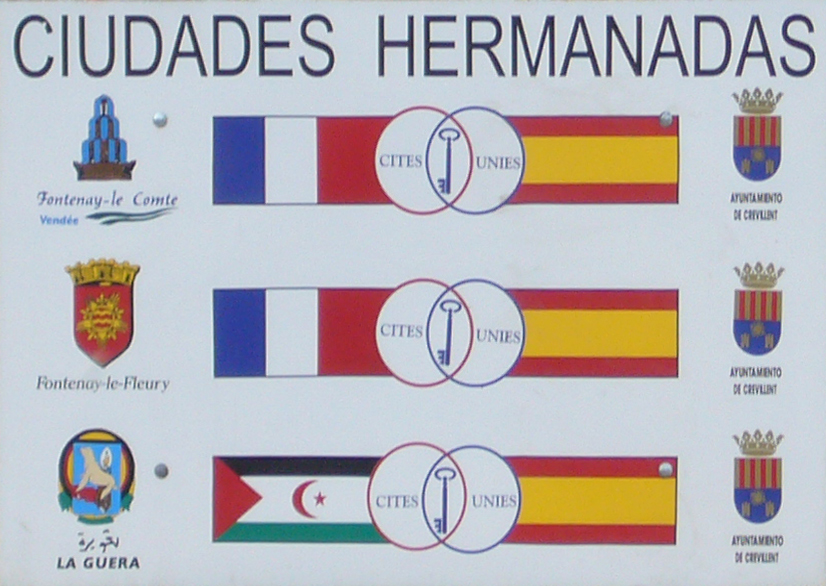
Cartel que indica el hermanamiento entre el municipio español de Crevillente y La Güera, entre otros.

- El Puerto de Santa María, España
- Santa Lucía de Tirajana, España
- Valle de Yerri, España[27]
- Vitoria, España[28]

### Vilayato de Dajla
Hace referencia a Dajla. Está hermanada conː
- Trinidad, Uruguay[29]
- Alhaurin de la Torre, España[30]

#### Daira de Bojador
Toma el nombre de Bojador. Está hermanada con las siguientes poblaciones:
- Ondárroa, España
- San Sebastián, España
- Meliana, España

#### Daira de Yreifia
- Barberino di Mugello, Italia

### Vilayato de Esmara
Está hermanada con las siguientes localidades:
- Gijón, España[31]
- Córdoba, España[32]
- Écija, España
- Gijón, España
- Paysandú, Uruguay[33]

#### Daira de Tifariti
Se encuentra hermanada con las localidades deː
- Los Palacios y Villafranca, España
- Campomarino, Italia
- Libertador, Venezuela